# 북경의 55일
북경의 55일(55 Days At Peking)은 미국에서 제작된 앤드류 마튼 감독의 1963년 드라마, 전쟁 영화이다. 데이빗 니븐 등이 주연으로 출연하였고 사무엘 브론스톤 등이 제작에 참여하였다.

## 출연

### 주연
- 데이빗 니븐
- 찰톤 헤스톤
- 에바 가드너

### 조연
- 플로라 롭슨
- 존 아일랜드
- 해리 앤드류즈
- 리오 겐
- 로버트 헬프만
- 폴 루카스
- 자크 세르나스

## 제작진
- 미술: 존 무어
- 의상: 베니에로 콜라산티
- 의상: 존 무어
- 배역: 모드 스펙터